# Sadd el-Kafara
Sadd el-Kafara ('Presa dels Infidels o Pagans') era una presa o dic de maçoneria a Wadi al-Garawi, a 10 km al sud-est de Helwan, i a 30 km al sud del Caire, Egipte. La presa fou construïda en la primera meitat del mil·lenni III abans de la nostra era pels egipcis, per a controlar les inundacions i és la presa més antiga d'aquesta grandària del món. La presa mai es va concloure, i va estar en construcció de 10 a 12 anys, abans de ser arrasada per una inundació.
La va redescobrir Georg Schweinfurth el 1885.

## Especificacions
La presa no es va acabar pas, però tenia uns 111 m de llargada i 14 m d'alçada, amb una amplada de base de 98 m i de cresta de 56 m. El nucli tenia 32 m d'amplada i estava formada per 60.000 tones de terra i farciment de roca. Envoltant el centre hi havia dos murs de capes d'enderrocs i d'estructura per a farciment de roca sense emplenar. El mur d'aigües avall tenia uns 37 m d'amplada i el d'aigües amunt uns 29 m, i abastaven 2.900 m³ de materials. Els murs d'aigües amunt i d'aigües avall eren de carreus de calcària, col·locats en fileres esglaonades, però sense morter. Cada carreu feia uns 30 cm d'alt, 45 cm d'ample, 80 cm de llarg i pesava uns 23 kg.

## Destrucció
A causa de l'erosió de la cara d'aigües avall de la presa incompleta i a la manca de sobreeixidor, es creu que una inundació la degué destruir. A més a més, no hi havia pas indicis d'una rasa o túnel que hagués desviat l'aigua cap al uadi que envoltava l'obra. La construcció de la part superior era quasi enllestida, però la part inferior estava molt menys avançada. La cresta de la presa s'inclinava cap al centre, que els enginyers podrien haver previst usar de sobreeixidor. Com que la part superior de la presa no estava escapçada, no estava protegida de les aigües de crescuda que sobrepassassen la cresta. La proximitat de la presa al fèrtil riu Nil i la distància a les poblacions indiquen que es va construir per a protegir-se d'aquesta mena de catàstrofes, semblants a les de hui. Si s'hagués acabat, hauria emmagatzemat entre 465.000 m³ i 625.000 m³ d'aigua i les inundacions haurien fet que l'embassament es desbordàs cap als uadis paral·lels adjacents. El fracàs de la presa degué fer que els enginyers egipcis fossen poc inclinats a construir-ne una altra durant quasi vuit segles.
Un altre indici que la presa podia haver disminuït a causa d'una inundació, o a un desbordament, és que no contenia grans quantitats de llim, i això implica que no va durar prou com perquè el riu hi deixàs una petjada residual evident.